# Carlos Salcido
Carlos Arnoldo Salcido Flores, plus connu sous le nom de Carlos Salcido, né le 2 avril 1980 à Ocotlán, est un footballeur mexicain. Il évolue au poste de défenseur.

## Biographie
Il joue au poste de défenseur gauche avec l'équipe du Mexique et le club de Chivas de Guadalajara. Il a joué la majorité de sa carrière à cette position et a surpris beaucoup de monde en confirmant en entrevue qu'il est droitier de nature, alors que beaucoup croyaient le contraire étant donné la précision et la puissance de son pied gauche. 
Ses bonnes prestations lors du mondial allemand lui permettent de débarquer en Europe et de signer à l'intersaison au PSV Eindhoven. Défenseur rugueux et accrocheur, il sait se montrer explosif sur son côté gauche.
En août 2010, il signe un contrat de trois ans à Fulham.

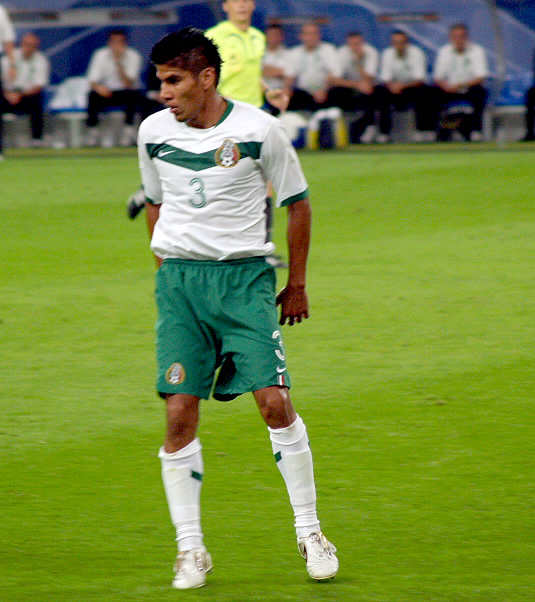
Avec le Mexique en 2006.

## Carrière

### En club
- 2001-2002 : Chivas de Guadalajara -  Mexique
- 2002-2003 : Tapatío -  Mexique
- 2003-2006 : Chivas de Guadalajara -  Mexique
- 2006-2010 : PSV Eindhoven -  Pays-Bas
- depuis 2010 : Fulham -  Angleterre

### En équipe nationale
- 122 sélections avec l'équipe du Mexique (10 buts)
- Il fait ses débuts internationaux en septembre 2004 contre l'équipe de Trinité et Tobago.
- Salcido participe à la coupe du monde 2006 et à la coupe du monde 2010 avec l'équipe du Mexique.

## Palmarès
- PSV Eindhoven
  - Champion des Pays-Bas (2) : 2007, 2008
  - Vainqueur de la Supercoupe des Pays-Bas : 2008

- Mexique
  - Vainqueur de la Gold Cup 2011
  - Vainqueur du Tournoi masculin de football aux Jeux olympiques d'été de 2012